# Циклы Бонда
| Эпоха                                          | Климатическая стадия                           | Подстадия                                      | Начало (примерно), лет назад                   | Ярус (век) по IUGS (декабрь 2024) |
| ---------------------------------------------- | ---------------------------------------------- | ---------------------------------------------- | ---------------------------------------------- | --------------------------------- |
| Голоцен                                        | Субатлантик                                    | Похолодание                                    | 800                                            | Мегхалайский                      |
| Голоцен                                        | Субатлантик                                    | Потепление                                     | 1800                                           | Мегхалайский                      |
| Голоцен                                        | Субатлантик                                    | Похолодание                                    | 2600                                           | Мегхалайский                      |
| Голоцен                                        | Суббореал                                      | Похолодание                                    | 3200                                           | Мегхалайский                      |
| Голоцен                                        | Суббореал                                      | Потепление                                     | 4200                                           | Мегхалайский                      |
| Голоцен                                        | Суббореал                                      | Похолодание                                    | 5700                                           | Северогриппианский                |
| Голоцен                                        | Атлантик                                       | Потепление                                     | ~6000                                          | Северогриппианский                |
| Голоцен                                        | Атлантик                                       | Похолодание                                    | ~7000                                          | Северогриппианский                |
| Голоцен                                        | Атлантик                                       | Потепление                                     | 7800                                           | Северогриппианский                |
| Голоцен                                        | Бореал                                         | Похолодание                                    | 8200                                           | Северогриппианский                |
| Голоцен                                        | Бореал                                         | Потепление                                     | 10500                                          | Гренландский                      |
| Голоцен                                        | Пребореал                                      | Похолодание                                    | ~11000                                         | Гренландский                      |
| Голоцен                                        | Пребореал                                      | Потепление                                     | 11700                                          | Гренландский                      |
| Плейстоцен                                     |                                                |                                                |                                                |                                   |
| Поздний дриас                                  | Похолодание                                    | 12900                                          | Верхний                                        |                                   |
| Только для Северной Европы. Калиброванные даты | Только для Северной Европы. Калиброванные даты | Только для Северной Европы. Калиброванные даты | Только для Северной Европы. Калиброванные даты | п о р                             |

Осцилляции температур в ходе голоцена

События Бонда, или циклы Бонда, — колебания климата в Северной Атлантике, происходящие с периодичностью ≈1470 ± 500 лет в эпоху голоцена. Было выявлено 8 таких колебаний, в основном по материалам флуктуаций в обломках айсбергового льда. События Бонда могут быть межледниковыми аналогами осцилляций Дансгора-Эшгера, с магнитудой около 15—20 % от ледниково-доледникового температурного изменения.
Джерард Кларк Бонд (en:Gerard C. Bond) из Обсерватории Земли Ламонт-Доэрти при Колумбийском университете был основным автором статьи, опубликованной в 1997 г., где постулировалась теория 1470-летних климатических циклов голоцена, основанная главным образом на петрологических индикаторах дрейфа льдов в Северной Атлантике.
Существование климатических колебаний, привязанных к циклу примерно в 1500 лет, обосновано для последнего ледникового периода данными ледниковых кернов. Гораздо хуже изучена длительность этих циклов во времена голоцена. Согласно Бонду и др. (Bond et al., 1997) в североатлантическом регионе в голоцене существовал цикл примерно в 1470 ± 500 лет. С его точки зрения, многие, если не большинство осцилляций Дансгора — Эшгера последнего ледникового периода, происходили с частотой в 1500 лет, и в эту же закономерность укладываются ряд более поздних климатических событий — такие, как малый ледниковый период, похолодание 6200 лет до н. э. и начало позднего дриаса.
События в Северной Атлантике, связанные с ледовым рафтингом, согласно данной теории, коррелировали с большинством слабых событий муссонной активности в Азии за последние 9000 лет, а также с большинством событий опустынивания (крупных засух) на Ближнем Востоке. Также существует достаточное количество фактов в пользу того, что климатические колебания с частотой ≈ 1500 лет вызывали изменения в растительности во всей Северной Америке.
По непонятным пока причинам, единственное из событий Бонда в голоцене, которое оставило явные температурные маркеры в ледовом щите Гренландии — это глобальное похолодание 6200 лет до н. э.
Согласно гипотезе Бонда и др., в 1500-летних циклах проявляется нелинейность и стохастический резонанс; не каждое из событий данной последовательности является значительным климатическим событием, хотя некоторые из них и оказали важное влияние на мировую историю климата.
Причины и определяющие факторы цикла в настоящее время являются предметом изучения и дискуссий. Исследователи сконцентрировали внимание на вариациях солнечной активности и «реорганизациях атмосферной циркуляции» События Бонда могут также коррелировать с 1800-летним циклом лунных приливов.

## Перечень событий Бонда
Большинство событий Бонда не имели явного климатического сигнала; некоторые соответствовали периодам охлаждений, другие — периодам опустынивания и засух в ряде регионов.
- ≈ 1400 лет тому назад (событие Бонда 1)
- ≈ 2800 лет тому назад (событие Бонда 2) — коррелирует с засухой начала 1 тыс. до н. э. в Восточном Средиземноморье, которая совпала с упадком культур позднего бронзового века в Атлантической Европе (не путать с более ранним бронзовым коллапсом средиземноморских культур).[10][11]
- ≈ 4200 лет тому назад — Засуха 2200 лет до н. э. (событие Бонда 3) — совпала с коллапсом Аккадской империи и концом египетского Древнего царства[12][13].
- ≈ 5900 лет тому назад — Засуха 3900 лет до н. э. (событие Бонда 4)
- ≈ 8200 лет тому назад — Похолодание 6200 лет до н. э. (событие Бонда 5)
- ≈ 9400 лет тому назад (событие Бонда 6) — совпадает с всплеском ледниковой активности в Норвегии (событие Эрдалена)[14], а также с холодным климатом в Китае[15].
- ≈ 10 300 лет тому назад (событие Бонда 7)
- ≈ 11 100 лет тому назад (событие Бонда 8) — совпадает с переходом от позднего дриаса к бореальному периоду[16].